# 利索瓦河 (捷捷列夫河支流)
利索瓦河（羅馬化：Lisova）是烏克蘭的河流，位於該國北部，屬於捷捷列夫河的左支流，發源自卡明以南，流經日托米爾州，河流全長33公里，流域面積268平方公里。